# Trækfugl
 "Trækfugle" omdirigeres hertil. For den danske komediefilm, se Trækfugle (film).
Trækfugle er i zoologi fugle, der forår og efterår foretager retningsbestemte træk mellem et yngleområde og et vinterkvarter, hvorved centrum for bestandens udbredelse forskydes.. 
En yngletrækfugl er  en fugl der yngler i et område, men trækker væk om efteråret.
Hvis fuglene hverken yngler eller overvintrer, men passerer et område i løbet af trækket kaldes de trækgæster i det område. 
Fugle som ikke trækker kaldes standfugle.
Med sin beliggenhed mellem Den skandinaviske Halvø og Mellemeuropa spiller Danmark med omgivende farvande en betydelig rolle som træklokalitet, fx har man konstateret et stort forårstræk af edderfugle fra vest over Skåne og op i Østersøen, mens fx ringduer  fra Sydsverige foretager efterårstræk sydpå via Østdanmark. Vadehavet spiller en hovedrolle som rasteplads for 3-400.000 vadefugle. Også rovfugle som fx musvåge, hvepsevåge, spurvehøg, tårnfalk, fiskeørn, kongeørn og dværgfalk foretager træk via Danmark.
Blandt danske trækfugle kan nævnes blisgås, bramgås, grågås, canadagås, kortnæbbet gås, knortegås, sædgås. Andre kendte trækfugle er fx hvid stork, sort stork, trane, sanglærke, toplærke.